# Ignasi Senabre Bagur
Ignasi Senabre Bagur (Barcelona, Catalunya, 28 de novembre de 1989), és un entrenador de futbol català que actualment dirigeix al CE Europa de la Segona Federació.

## Trajectòria

### Com a entrenador
Va començar la seva carrera com a entrenador en les categories inferiors de la UE Sant Andreu el 2007, després de penjar les botes com a jugador on va arribar fins als juvenils del club de Sant Andreu de Palomar. Ignasi dirigiria els equips de les bases de la UE Sant Andreu des de benjamins fins a lacategoria juvenil, durant 7 temporades.
A la temporada 2014-15, va signar com a entrenador de la UDA Gramenet de la Primera Catalana.
El 9 de juny de 2015, es fa càrrec de l'equip juvenil "A" del CE Sabadell de Lliga Nacional Juvenil, amb el qual aconseguiria l'ascens a la Divisió d'Honor Juvenil.
El 4 de juliol de 2016, signa com a entrenador del CE Sabadell "B" de la Tercera Divisió d'Espanya.
El 7 de maig del 2018, es va posar al capdavant de l'equip juvenil "A" de la UE Sant Andreu de Lliga Nacional Juvenil.
La temporada 2020-21, es compromet amb l'equip juvenil "A" del Club Esportiu Europa de Divisió d'Honor Juvenil, al qual va dirigir durant dues temporades.
El 25 de maig del 2022, signa pel Club Esportiu Europa de la Tercera Divisió RFEF. Al final de la temporada 2022-23, aconsegueix l'ascens a la Segona Federació, després de ser campió de grup.

## Clubs
| Club                           | País      | Any             |
| ------------------------------ | --------- | --------------- |
| UDA Gramenet                   | Catalunya | 2014-2015       |
| CE Sabadell (Juvenil)          | Catalunya | 2015-2016       |
| CE Sabadell "B"                | Catalunya | 2016-2017       |
| UE Sant Andreu (Juvenil)       | Catalunya | 2018-2020       |
| Club Esportiu Europa (Juvenil) | Catalunya | 2020-2022       |
| Club Esportiu Europa           | Catalunya | 2022-actualitat |